# پیست اسکی یام
مختصات: 38°20'13"N 45°46'49"E / 38.337°N 45.7802°E
پیست اسکی یام پیست اسکی در مرند در شمال صوفیان واقع شده که زیر نظر فدراسیون اسکی و هیئت اسکی استان آذربایجان شرقی اداره می‌شود. این پیست یکی از قدیمی‌ترین پیست‌های اسکی در ایران است که در زمان پهلوی دوم افتتاح گردید و تا کنون به صورت متمادی به فعالیت خود ادامه‌داده‌است. محل این پیست در دامنه‌های شمالی کوه میشو می‌باشد و مسیر کوهپایه‌ای شیب دار آن را برای اسکی آلپاین مناسب می‌باشد. اسکی بازان از تله اسکی پیست برای صعود به بالای شیب اسکی استفاده می‌کنند.
این پیست دارای ۳ تله اسکی آماتوری (قلهٔ اول و قلهٔ دوم) و آموزشی می‌باشد که در حال حاضر فعلاً تلهٔ قله اول و آموزشی فعال هستند.
فصل اسکی در یام بستگی به بارش فصل زمستان هر سال دارد که به‌طور معمول از اوایل دی شروع و تا اواسط فروردین ماه ادامه می‌یابد.